# تقی خان درانی
تقی خان درانی (از اهالی دران از روستاهای منطقهٔ کوهپایه کرمان) اولين حاکم بومي مستقل کرمان در زمان کریم خان زند بود که حدود سه سال، از سال ١١٧٦ هجري قمري تا سال ١١٧٩ هجري بر کرمان حکومت کرد و پیروزی‌های بسیاری برابر فرماندهان مهم زندیه بدست آورد تا سرانجام با يك سپاه عظيم و به فرماندهي نظر علي خان زند، مهمترين سردار زنديه، پس از محاصره شهر كرمان و با خيانت محافظين و اطرافيان، دستگیر و توسط کریم خان زند کشته شد.

## وضعیت کرمان پیش از قيام تقی خان دراني
قبل از روی کار آمدن کریم‌خان زند، ايالت کرمان در دست شاهرخ‌خان افشار بود و در دوران حكومتش يزد و ابرقو را به قلمروش افزود. پدران وی از زمان شاه عباس صفوي حکومت کرمان را در اختیار داشتند؛ به همین سبب، در این ناحیه دارای نفوذ و شهرت بودند. شاهرخ‌خان بعد از قتل نادر از نفوذ و قدرت محلی استفاده نمود و با همراه ساختن بزرگان منطقه، حکومت کرمان را به‌دست گرفت. بعدها شاهرخ‌ميرزا  افشار نوه نادر شاه افشار كه حكومت خراسان را در اختيار داشت حكومت شاهرخ خان افشار را بر كرمان تأييد نمود. 

## فتح کرمان
کریم‌خان تا سال ۱۱۷۲ق به‌علت گرفتاری‌های داخلی متعدد نتوانسته بود به وضعيت کرمان بپردازد. در این سال خدامرادخان، ایشیک‌آقاسی، را به حکومت کرمان و سرکوبی شاهرخ‌خان افشار مأمور کرد. در برخوردی که بین دو طرف در نزدیکی بهاباد يزد رخ داد شاهرخ‌خان کشته شد و خدامرادخان زند چهار سال بدون کوچک‌ترین حادثه‌ای تا سال ١١٧٦ هجري به حکومت ادامه داد.
در اين سال شخصي به نام تقی‌خان درانی، از اهالی کرمان، پس از بي عدالتيها و ظلمهايي كه از خدامرادخان ديده بود طی نبردی شبانه موفق شد شهر کرمان را به تصرف درآورد

## درگیری با زندیه
پس از فتح کرمان توسط تقی خان دراني، کریم خان زند دو تن از سرداران خود با نام‌های محمدامین‌خان گروسی و امیرگونه‌خان افشار را به کرمان گسیل داشت که به دلیل اختلاف‌های بین این دو سردار، امیرگونه‌خان افشار با فرمان كريم خان زند، بازگشت ولی محمدامین‌خان گروسی در غياب تقي خان دراني كه در اين زمان خارج از كرمان به سر مي برد، موفق به ورود به شهر كرمان شد، ولی در زمان بسیار کوتاهی، تقی خان دراني موفق به فتح دوباره شهر كرمان گشت.
در كتاب تاريخ ايران كمبريج، جلد هفتم از (نادرشاه تا زنديه) صفحه ١٤٣ ترجمه دكتر تيمور قادري، چنين آمده است:
"" محمد خان گروسي در غياب تقي خان به كرمان رسيد، آن هم زمانيكه وي در شهر حضور نداشت و از عناصر شورشي شهر براي تسخير كرمان استفاده كرد. اما وي نتوانست سلطه خود را به خارج از كرمان گسترش دهد و دو ماه بعد كه تقي خان شبانه حمله كرد و كرمان را دوباره تصرف نمود، پا به فرار گذاشت. بعد از اين واقعه خان كرد براي بار دوم كرمان را مورد حمله قرار داد، اما مقهور شده، بار ديگر به شيراز عقب نشست.""
پس از فتح مجدد شهر توسط تقي خان دراني، کریم‌خان زند، تقی خان بافقی حاكم يزد را بنا به درخواست خودش، مأمور به بازپس‌گیری شهر كرمان كرد ولی او نیز موفق نشد. تقی خان بافقی به اتفاق سپاهی از تفنگ‌چیان اردستانی و نائینی و عده‌ای از سپاهیان محمدامین‌خان گروسی که در یزد اقامت داشتند، به جانب کرمان حرکت کرد. همین که تقی‌خان درانی از حرکت حاکم یزد مطلع شد یکی از ملازمان خود به نام محمد، مشهور به محمد برات را مأمور دفع وی نمود. حاکم یزد وقتی از حرکت محمدبرات آگاهی یافت با اینکه بین طرفین بیش از چهار فرسنگ فاصله بود از حمله و تصرف کرمان منصرف شد و به یزد بازگشت.
پس از هزیمت محمدتقی‌خان بافقی، کریم خان زند، علی‌خان شاهسون را مأمور فتح کرمان کرد. 
در تاريخ ايران از مجموعه تاريخ ايران كمبريج، ترجمه مرتضي ثاقب فر چنين آمده است:
"" علي خان شاهسون با روش هوشمندانه اي تقي خان را به پايتخت خود عقب راند و قاطعانه او را محاصره كرد. اما در زد و خوردي كه در بيرون از ديوارهاي شهر درگرفت، به دست يك تيرانداز كمين كرده كشته شد و سپاهش به شيراز عقب نشست.""
در تاريخ ايران كمبريج در ادامه وقايع چنين آمده است: 
"" تقي خان شكست ناپذير در خارج از كرمان تبديل به افسانه شده بود و مردم ادعاي كريم خان را كه نايب السلطنه ايران است به ريشخند مي گرفتند.""

## فتح کرمان توسط زندیه و کشته شدن تقی خان دراني
رضا قلي خان هدايت در كتاب روضه الصفاي ناصري جلد ١٣ به تصحيح و تحشيه جمشيد كيانفر از تقي خان دراني و يارانش به عنوان دليران كرماني نام مي برد و چنين مي نويسد:
"" حضرت كريم خان وكيل دانست كه يزدي و كاشاني و شيرازي و اصفهاني با كرماني برنيايند. ""
كرد گروسي و آذري شاهسون را نيز بايد به اين مجموعه افزود.
سرانجام وکیل، مهمتربن و مجرب ترين سردار خود را، به نام نظرعلی‌خان زند مأمور سرکوب تقی‌خان درانی و فتح كرمان كرد. این بار نظر علی‌خان توانست با محاصره كرمان و پايان يافتن آذوقه و نارضايتي مردم و با خيانت اطرافيان و گشودن دروازه ها شهر را تصرف کند. 
وي سرانجام تقي خان دراني را با خيانت اطرافيان دستگیر و به شیراز به خدمت وکیل فرستاد.
بنا به‌ دستور کریم‌خان زند، تقی خان دراني كه سه سال تمام حکومت کرمان را در اختیار داشت، به مرگ محکوم شد.